# Palaquium warburgianum
Palaquium warburgianum är en tvåhjärtbladig växtart som beskrevs av Rudolf Schlechter och Kurt Krause. Palaquium warburgianum ingår i släktet Palaquium och familjen Sapotaceae. Inga underarter finns listade i Catalogue of Life.